# Comuna Smordva, Mlîniv
Smordva (în ucraineană Смордва) este o comună în raionul Mlîniv, regiunea Rivne, Ucraina, formată din satele Klîn și Smordva (reședința).

## Demografie
Componența lingvistică a comunei Smordva
     Ucraineană (99,08%)
     Alte limbi (0,92%)
Conform recensământului din 2001, majoritatea populației comunei Smordva era vorbitoare de ucraineană (99,08%), existând în minoritate și vorbitori de alte limbi.